# Louis-Georges Niels
Louis-Georges Niels –conocido como George Niels– (Bruselas, 2 de mayo de 1919-Miami, Estados Unidos, 16 de febrero de 2000) es un deportista belga que compitió en bobsleigh. Participó en los Juegos Olímpicos de Sankt Moritz 1948, obteniendo una medalla de plata en la prueba cuádruple.

## Palmarés internacional
| Juegos Olímpicos | Juegos Olímpicos     | Juegos Olímpicos | Juegos Olímpicos |
| Año              | Lugar                | Medalla          | Prueba           |
| ---------------- | -------------------- | ---------------- | ---------------- |
| 1948             | Sankt Moritz (Suiza) | Medalla de plata | Cuádruple        |